# چناق‌چی (داش‌کسن)
چناق‌چی (به لاتین: Çanaqçı، به ارمنی: Համասրաբակ هاماسراباک) منطقه‌ای مسکونی در جمهوری آذربایجان است که در شهرستان داش‌کسن واقع شده است. چناق‌چی ۴۲۰ نفر جمعیت دارد.